# Gonomyia ischyria
Gonomyia ischyria là một loài ruồi trong họ Limoniidae. Chúng phân bố ở miền Australasia.